# Ševětín (nádraží)
Ševětín je železniční stanice ve východní části městyse Ševětín v okrese České Budějovice v Jihočeském kraji nedaleko Dubenského rybníka. Leží na elektrizované trati Praha – České Budějovice (25 kV, 50 Hz AC), která ve stanici přechází z dvoukolejné na jednokolejnou.

## Historie
Železniční stanici dle typizovaného stavebního vzoru vybudovala soukromá společnost Dráha císaře Františka Josefa (KFJB) na odbočné trati otevřené 8. června 1874 z Veselí nad Lužnicí do Českých Budějovic. Dráha propojovala dvě trasy KFJB: spojení Vídně a Prahy z Veselí nad Lužnicí do Českých Budějovic přes České Velenice (zprovozněno roku 1871) a dráhu spojující Vídeň přes České Budějovice s Plzní z roku 1868, roku 1872 prodloužené až do Chebu na hranici Německa.
Po zestátnění KFJB v roce 1884 pak obsluhovala stanici jedna společnost, Císařsko-královské státní dráhy (kkStB), po roce 1918 pak správu přebraly Československé státní dráhy.
Koncem 70. let 20. století byla trať procházející stanicí elektrizována.
V roce 2020 byla opravena výpravní budova a přilehlé prostranství

## Popis
Nacházejí se zde tři nekrytá jednostranná úrovňová nástupiště, k příchodům k vlakům slouží přechody přes koleje. Stanicí prochází Čtvrtý železniční koridor, vede tudy dvoukolejná trať. Roku 2018  byla zvýšena průjezdová rychlost stanicí a v budoucnu[kdy?] mají vzniknout bezbariérová vyvýšená nástupiště.